# (466961) 2016 AT183
(466961) 2016 AT183 es un asteroide perteneciente al cinturón de asteroides, descubierto el 24 de octubre de 2008 por el equipo Spacewatch desde el Observatorio Nacional de Kitt Peak (Arizona, Estados Unidos).